# Stern (Familienname)
Stern ist ein Familienname.

## Herkunft und Bedeutung
Der Familienname Stern ist polygenetischen Ursprungs. Erstens kann er auf den im Mittelalter beliebten Hausnamen zum Stern(en) zurückgehen. Zweitens kann er ein Herkunftsname zum Ortsnamen Stern sein. Drittens liegt gelegentlich Vermischung mit Steer aus mittelhochdeutsch ster(re) „Widder“ oder aus niederdeutsch Steer „Stier“ vor. Viertens liegt bei jüdischen Familien eine Bezugnahme auf Stern „Himmelskörper“ vor. Fünftens ist er im englischen Sprachraum – sofern nicht auf den deutschen oder den jüdischen Namen zurückgehend – über altenglisch styrne und mittelenglisch sterne von einem Spitznamen abgeleitet, der jemanden bezeichnete, der als ernst oder streng in seinem Auftreten oder Charakter erschien.

## Varianten
- Starr[3]

## Namensträger

### A
- Abraham Stern (Erfinder) (zwischen 1762 und 1769–1842), polnischer Erfinder
- Abraham Stern (1907–1942), polnischer Dichter, Zionist, siehe Avraham Stern
- Adolf Stern (Schriftsteller) (1835–1907), deutscher Historiker und Dichter
- Adolf Stern (Schachspieler) (1849–1907), deutscher Schachspieler
- Adolf Stern (Architekt) (1873–nach 1928), deutscher Architekt
- Adolph Stern (1879–1958), ungarisch-amerikanischer Mediziner, Neurologe, Psychiater und Psychoanalytiker
- Adrian Stern (* 1975), Schweizer Sänger und Songschreiber
- Adriana Stern (* 1960), deutsche Schriftstellerin
- Albert Stern (1826–1888), österreichisch-ungarischer Rabbiner
- Alexander Stern (Journalist) (1886–1949), österreichischer Journalist
- Alexander Stern (1892–nach 1945), österreichischer Schriftsteller und Journalist, siehe Alexander Szana
- Alexander Stern (Fotograf) (1894–1970), österreichischer Fotograf
- Alexander Stern (Künstler) (* 1976), deutscher Bildhauer, Maler und Installationskünstler
- Alfred Stern (Jurist) (1831–1918), österreichischer Rechtsanwalt und Kommunalpolitiker
- Alfred Stern (Historiker) (1846–1936), deutscher Historiker
- Alfred Stern (Philosoph) (1899–1980), österreichisch-amerikanischer Philosoph und Schriftsteller
- Alfred Stern (Musiker) (1901–1982), Schweizer Musiker
- Alfred Stern (Produzent) (1911–1979), deutscher Filmproduzent
- Alfred Stern (Manager) (* 1965), österreichischer Manager
- Alfred Kaufman Stern (1897–1986), amerikanischer Investmentbanker und KGB-Spion
- Andrew Stern (Tennisspieler), US-amerikanischer Tennisspieler
- Andrew Stern (Drehbuchautor), US-amerikanischer Drehbuchautor
- Andy Stern (Andrew L. Stern; * 1950), kanadischer Gewerkschafter
- Anna Stern, Pseudonym von Vera Bischitzky (* 1950), deutsche Übersetzerin
- Anna Stern (Autorin) (* 1990), bürgerlich Anna Bischofberger, Schweizer Autorin
- Anna Stern (Curlerin), Schweizer Curlerin
- Anne Stern (* 1982), deutsche Autorin
- Anne-Lise Stern (1921–2013), französische Psychoanalytikerin
- Anschel Stern (1820–1888), deutscher Lehrer und Rabbiner
- Armin Stern (1883–1944), österreichisch-deutscher Maler und Grafiker
- Arno Stern (1924–2024), französischer Pädagoge
- Arthur Stern (1874–1942), österreichischer Filmverleiher und Manager
- August Stern (1837–1914), deutscher Pädagoge, Chorleiter und Komponist
- Aurelia Stern (* 2000), deutsche Schauspielerin
- Avraham Stern (1907–1942), polnischer Dichter und Untergrundkämpfer
- Axel Stern (1912–), deutscher emigrierter Philosoph

### B
- Ben Stern (Bendet Sztern; 1921–2024), US-amerikanischer Holocaustüberlebender
- Bernhard Stern (Politiker) (1848–1920), polnisch-österreichischer Unternehmer und Politiker
- Bernhard Stern-Szana (1867–1927), österreichischer Schriftsteller, Historiker und Redakteur
- Bernhard Joseph Stern (1894–1956), US-amerikanischer Soziologe und Anthropologe
- Bert Stern (1929–2013), US-amerikanischer Fotograf
- Bertrand Stern (* 1948), deutscher Autor
- Bezalel Stern (Pädagoge) (1798–1853), russischer Pädagoge
- Bezalel Stern (Schriftsteller) (* 1980), amerikanischer Schriftsteller
- Bobby Stern (* 1952), US-amerikanischer Jazzmusiker

### C
- Carl Stern (Theologe) (1819–1875), deutscher Theologe und Hochschullehrer
- Carl Stern (Schriftsteller) (1918–1985), deutsch-israelischer Fotograf und Schriftsteller
- Carl Stern (Journalist) (* 1937), US-amerikanischer Journalist und Hochschullehrer
- Carl Friedrich von Stern (1859–1944), deutscher Historiker, Bibliothekar und Journalist
- Carl W. Stern (* 1947), US-amerikanischer Bankmanager und Unternehmer
- Carl Walfried von Stern (1819–1874), deutschbaltischer Landwirt und Dichter
- Carola Stern (1925–2006), deutsche Publizistin und Journalistin
- Christian Stern (* 1935), Schweizer Landschaftsarchitekt
- Christoph Stern (1951–2015), Schweizer Volleyballfunktionär
- Clara Stern (1877–1945), deutsche Entwicklungspsychologin
- Clara Stern (Regisseurin) (* 1987), österreichische Filmregisseurin und Drehbuchautorin
- Claudia Stern (* 1962), deutsche Schlagersängerin
- Claudia Stern (Leichtathletin) (* 1974), österreichische Leichtathletin
- Claudio Stern (* 1954), britischer Biologe
- Cori Shepherd Stern (* 1968), US-amerikanische Filmproduzentin
- Curt Stern (1902–1981), deutsch-amerikanischer Genetiker

### D
- Daniel Stern, Pseudonym von Marie d’Agoult (1805–1876), französische Schriftstellerin
- Daniel Stern (Autor) (1928–2007), US-amerikanischer Autor
- Daniel Stern (Psychoanalytiker) (1934–2012), US-amerikanischer Psychoanalytiker
- Daniel Stern (Schauspieler) (* 1957), US-amerikanischer Schauspieler
- David Stern (Drehbuchautor) (1909–2003), US-amerikanischer Drehbuchautor
- David Stern (Politiker) (1910–2003), israelischer Politiker (Likud)
- David Stern (Basketballfunktionär) (1942–2020), US-amerikanischer Basketballfunktionär
- David Stern (Dirigent) (* 1963), US-amerikanischer Dirigent
- David A. Stern (* 1958), US-amerikanischer Autor
- David D. Stern (* 1956), US-amerikanischer Künstler
- Dawn Stern (* 1966), US-amerikanische Schauspielerin
- Desider Stern (1907–2000), österreichischer Bibliograf
- Dieter Stern (1934–2011), deutscher Fernschachspieler
- Dorothea Stern (1878–1949), deutsche Kunsthistorikerin

### E
- Edgar Stern (1882–1972), deutscher Journalist und Publizist, siehe Edgar Stern-Rubarth
- Edith Helen Stern (* 1952), US-amerikanische Mathematikerin und Erfinderin
- Edna Stern (* 1977), belgisch-israelische Pianistin
- Édouard Stern (1954–2005), französischer Bankier
- Elizabeth Stern (1915–1980), kanadisch-amerikanische Pathologin
- Elsbeth Stern (* 1957), deutsche Psychologin
- Emil Stern (General) (1843–1929), deutscher General der Artillerie
- Emil Stern (Komponist, 1887) (1887–1925), österreichischer Komponist und Kapellmeister
- Emil Stern (Komponist, 1913) (eigentlich Émile Stern; 1913–1997), französischer Pianist, Komponist und Bandleader
- Emil Stern (Drehbuchautor), Drehbuchautor
- Emma Stern (1878–1969), deutsche Malerin
- Erich Stern (1889–1959), deutscher Arzt und Psychologe
- Erich von Stern (1899–nach 1959), deutscher Zeitungsverleger
- Ernst von Stern (1859–1924), deutsch-russischer Althistoriker und Klassischer Philologie
- Ernst Stern (1876–1954), deutscher Bühnenbildner
- Eva Michaelis-Stern (1904–1992), deutsch-israelische Sozialarbeiterin

### F
- Felix Stern (1855–1933), slowakisch-österreichischer Journalist und Verleger, siehe Felix Sterne
- Felix Stern (Mediziner) (1884–1942), deutscher Neurologe und Hochschullehrer
- Frank Stern (Physiker) (* 1928), US-amerikanischer Physiker
- Frank Stern (Historiker) (* 1944), deutscher Historiker
- Franz Alice Stern (* 1990), italienischer Musikproduzent, Komponist und DJ
- Fred B. Stern (1895–?), deutscher Publizist
- Frederick Claude Stern (1884–1967), britischer Gartenschriftsteller
- Fried Stern (eigentlich Siegfried Stern; 1875–nach 1943), deutscher Landschaftsmaler, Grafiker, Schriftsteller und Hörfunkautor
- Friedel Stern (1917–2006), israelische Karikaturistin
- Friedrich von Stern (Verleger) (1726–1784), deutscher Buchhändler, Drucker und Verleger
- Friedrich Stern (Journalist) (1848–1921), mährisch-österreichischer Journalist und Kunstkritiker
- Friedrich Sigismund Stern (1812–1889), deutschbaltischer Maler und Grafiker
- Fritz Stern (Jurist) (1888–1955), deutscher Jurist
- Fritz Stern (1926–2016), US-amerikanischer Historiker

### G
- Gabriel Stern (1913–1983), deutscher Schriftsteller und Journalist
- Georg Stern (Baumeister) († 1565), deutscher Baumeister
- Georg Stern (Architekt, 1820) (1820–1876), deutscher Architekt, Lehrbeauftragter und Bibliothekar in Schwerin
- Georg Stern (Ingenieur) (1867–1934), deutscher Ingenieur
- Georg Stern (Bankfachmann) (1869–1936), österreichischer Bankfachmann
- Georg Stern (Architekt, Hannover), deutscher Architekt, Bauingenieur und Gutachter in Hannover
- Georg Stern (Sänger) (1921–1980), deutscher Opernsänger (Bass)
- George Stern (1768–1825), deutscher Landrat
- Gerald Stern (1925–2022), US-amerikanischer Lyriker
- Gerda Stern (1903–1992), deutsche Redakteurin und Parteifunktionärin (KPD)
- Gerson Stern (1874–1956), deutscher Schriftsteller
- Gerta Stern (1915–2018), österreichische Schauspielerin und Kosmetikerin
- Grete Stern (1904–1999), deutsche Fotografin und Designerin
- Günter Stern, Geburtsname von Joe Stirling (1924–2020), deutsch-britischer Unternehmer und Politiker (Labour Party)
- Günther Stern, eigentlicher Name von Guy Stern (1922–2023), deutschamerikanischer Literaturwissenschaftler
- Günther Siegmund Stern, bürgerlicher Name von Günther Anders (1902–1992), deutsch-österreichischer Sozialphilosoph und Autor
- Guy Stern (1922–2023), deutschamerikanischer Literaturwissenschaftler

### H
- Hans Stern (Bildhauer) (1872–1952), österreichischer Bildhauer
- Hans Stern (Juwelier) (1922–2007), deutsch-brasilianischer Juwelier
- Hans-Günter Stern (* 1913), deutscher Politiker (NPD)
- Hans Otto Stern (1901–1956), deutscher Schauspieler
- Heidi Stern, bekannt als Jennifer Rush (* 1960), amerikanische Sängerin
- Heinemann Stern (1878–1957), deutscher Pädagoge
- Heinrich von Stern (1592–1665), deutscher Drucker und Verleger
- Heinrich Stern (Mediziner) (1868–1918), US-amerikanischer Mediziner
- Heinrich Stern (Jurist) (1883–1951), deutscher Jurist, Kaufmann und Verbandsfunktionär
- Heinrich Stern (Politiker) (1897–1974), österreichischer Politiker (SPÖ)
- Heinrich Stern (Koch) (1938–2024), deutscher Koch und Gastronom
- Heinz Stern (1921–1995), deutscher Journalist
- Hellmut Stern (1928–2020), deutscher Geiger und Autor
- Helmut Stern (1919–2017), US-amerikanischer Geschäftsmann, Kunstsammler und Mäzen deutscher Herkunft (Emigration 1938)
- Henri Stern (1902–1988), deutsch-französischer Kunsthistoriker und Archäologe
- Henry Aaron Stern (1820–1885), britischer Missionar
- Herbert Stern (1918–1998), US-amerikanischer Zellbiologe
- Hermann Stern (NS-Opfer) (1866–1933), deutscher Immobilienhändler und Pogromopfer
- Hermann Stern (Rechtsanwalt) (1878–1952), österreichischer Rechtsanwalt und Politiker
- Hermann Stern (Kirchenmusiker) (1912–1978), deutscher Kirchenmusiker und Komponist
- Hermann J. Stern (* 1966), Schweizer Unternehmer
- Hilde Stern (1900–1961), deutsche Übersetzerin und Widerstandskämpferin, siehe Hilde Marchwitza
- Hilde Stern (Autorin) (Hilde Jandt), deutsche Autorin
- Horst Stern (1922–2019), deutscher Journalist, Schriftsteller und Filmemacher
- Howard Stern (* 1954), US-amerikanischer Hörfunkmoderator
- Hugo Stern (1889–1958), deutscher Jurist und Landgerichtsdirektor

### I
- Ignaz Stern (1679–1748), deutscher Barockmaler
- Irma Stern (1894–1966), südafrikanische Künstlerin
- Isaac Stern (1920–2001), US-amerikanischer Violinist
- Isabell Stern (* 1979), deutsche Schauspielerin
- Isidor Stern (1857–1943), deutscher Unternehmer, Wirtschaftsmanager und Stifter (Exil in den USA)
- Itzhak Stern (1901–1969), polnisch-israelischer Überlebender der Schoah

### J
- Jacques Stern (Jurist) (1876–1930), deutscher Jurist, Richter und Autor
- Jacques Stern (Politiker) (1882–1949), französischer Politiker
- Jacques Stern (Kryptologe) (* 1949), französischer Kryptologe
- Jakob Stern (1843–1911), deutscher Rabbiner, Journalist und Schriftsteller
- Jakob Wiedmer-Stern (1876–1928), Schweizer Archäologe, Erfinder und Schriftsteller
- James Stern (1904–1993), irisch-britischer Schriftsteller und Übersetzer
- Jared Stern, US-amerikanischer Drehbuchautor, Produzent und Regisseur
- Jean Stern (Fechter) (1875–1962), französischer Fechter
- Jean Stern (Sänger) (1889–1974), deutscher Opernsänger (Bass-Bariton) und Gesangspädagoge
- Jeanne Stern (1908–1998), französisch-deutsche Übersetzerin und Drehbuchautorin
- Jenna Stern (* 1967), US-amerikanische Schauspielerin
- Jenny Stern, Ehename von Jenny Broch (um 1865–nach 1902), österreichische Opernsängerin (Sopran) und Schauspielerin
- Joachim Stern (Gastronom) (* 1960), deutscher Koch und Gastronom
- Joachim R. Stern (* 1928), deutscher Schauspieler und Autor, siehe Jochen Stern
- Joan Keller Stern (* 1944), US-amerikanische Filmproduzentin und Schauspielerin
- Joanna Stern, US-amerikanische Journalistin
- Jochen Stern (* 1928), deutscher Schauspieler
- Johann von Stern (1582–1656), deutscher Verleger und Politiker, Bürgermeister von Lüneburg
- Johann Stern (1896–1972), deutscher Politiker
- Johanna Margarete Stern (1874–1944), deutsches NS-Opfer
- Jonathan Stern (Produzent, 1957) (Jonathan Douglas Stern; * 1957), US-amerikanischer Medienmanager, Unternehmer und Filmproduzent
- Jonathan Stern (Sportschütze) (* 1965), britischer Sportschütze
- Jonathan Stern (Produzent, II), US-amerikanischer Filmproduzent, Drehbuchautor und Schauspieler
- Josef Stern (Geistlicher) (1797–1871), österreichischer Ordensgeistlicher und Bienenforscher
- Josef Stern (Journalist) (1839–1902), deutscher Journalist und Politiker
- Josef Stern (Unternehmer) (1849–1924), österreichischer Bauunternehmer
- Josef Luitpold Stern (1886–1966), österreichischer Schriftsteller und Gewerkschaftsfunktionär
- Joseph Stern (Maler) (auch Josef Stern; 1716–1775), österreichischer Maler
- Joseph Stern  (Produzent) (* 1940), US-amerikanischer Filmproduzent und Schauspieler
- Joseph Peter Stern (1920–1991), deutsch-britischer Germanist
- Joshua Michael Stern (* 1961), US-amerikanischer Filmregisseur und Drehbuchautor
- Julius Stern (Musiker) (1820–1883), deutscher Musikpädagoge, Dirigent und Komponist
- Julius Stern (Bankier) (1858–1914), deutscher Bankier
- Julius Stern (Journalist) (1865–1939), österreichischer Journalist, Feuilletonist, jüdischer Religionslehrer und Kantor
- Julius Stern (Kunsthändler) (1867–1934), deutscher Kunsthändler
- Julius Stern (Produzent) (1886–1977), deutsch-amerikanischer Filmproduzent
- Julius Bernhard Stern (Geburtsname Chaim Bär; 1858–1912), österreichischer Kapellmeister und Komponist

### K
- Karl Stern (Mediziner, 1883) (1883–1935), deutscher Arzt
- Karl von Stern (Maler) (1897–1944), österreichischer Maler und Grafiker
- Karl Stern (Mediziner, 1906) (1906–1975), deutsch-kanadischer Psychiater und Neurologe
- Karl Ludwig Stern von Gwiazdowski (1794–1874), deutscher Generalmajor
- Karoline Stern (1800–1887), deutsche Opernsängerin (Sopran)
- Katja Stern (1924–2000), deutsche Journalistin
- Käthe Stern (1894–1973), deutsch-amerikanische Pädagogin
- Klaus Stern (Rechtswissenschaftler) (1932–2023), deutscher Rechtswissenschaftler
- Klaus Stern (Dokumentarfilmer) (* 1968), deutscher Drehbuchautor und Regisseur
- Kurt Stern (Schauspieler) (1871–1911), deutscher Schauspieler und Theaterregisseur
- Kurt Stern (Schriftsteller) (1907–1989), deutscher Journalist, Schriftsteller und Übersetzer
- Kurt Stern (Mediziner) (1909–2003), österreichischer Pathologe und Autor
- Kurt Günter Stern (1904–1956), deutscher Biochemiker

### L
- Leni Stern (* 1952), deutsch-amerikanische Schauspielerin und Musikerin
- Leo Stern (Jonas Leib Stern; 1901–1982), rumänisch-österreichischer Historiker und Politiker (SPÖ, KPÖ, SED)
- Leo Stern (Künstler) (* 1973), deutscher Maler, Bühnenbildner und Projektkünstler
- Lily Stern (* 2005), slowakische Eishockeyspielerin
- Lina Solomonowna Stern (1878–1968), lettische Physiologin und Biologin
- Loretta Stern (* 1974), deutsche Sängerin
- Louis Stern (Politiker) (1847–1922),  deutsch-amerikanischer Unternehmer, Textilkaufmann und Politiker in New York
- Ludovico Stern (auch Ludwig Stern; 1709–1777), deutsch-italienischer Maler
- Ludwig Stern (Politiker) (1778–1828), deutscher Politiker, Bürgermeister von Kassel
- Ludwig Stern (Lehrer) (1824–1890), deutscher Lehrer und Schriftsteller
- Ludwig Stern (Ägyptologe) (1846–1911), deutscher Ägyptologe und Koptologe

### M
- Madeleine Stern (1912–2007), US-amerikanische Buchhändlerin und Autorin
- Manfred Stern (1896–1954), österreichischer Militär
- Maram Stern (* 1955), Vizepräsident des Jüdischen Weltkongresses
- Marc Stern (1956–2005), Rabbiner und Autor
- Marcel Stern (Musiker) (1909–1989), französischer Komponist und Violinist
- Marcel Stern (Segler) (1922–2002), Schweizer Segler
- Maria Stern (1808–1862), Theaterschauspielerin, siehe Maria Sargany
- Maria Stern (Singer-Songwriterin) (* 1972), österreichische Singer-Songwriterin und Schriftstellerin
- Marianne Stern-Winter (1919–1998), deutsche Überlebende der Shoa
- Marie Louise Stern-Loridan (1911–2004), deutsche, jüdische Widerstandskämpferin gegen den Nationalsozialismus
- Mario Rigoni Stern (1921–2008), italienischer Schriftsteller
- Marnie Stern (* 1976), US-amerikanische Musikerin
- Martha Stern (1881–1968), Mitbegründerin des Mannheimer Vereins für Mutterschutz
- Martha Stern-Lehmann (1883–nach 1953), deutsche Sängerin (Sopran)
- Martin Stern (1930–2024), Schweizer Literaturwissenschaftler und Hochschullehrer
- Martin Stern (Sportwissenschaftler) (* 1967), deutscher Sportwissenschaftler, Motologe und Hochschullehrer
- Matthew Stern, US-amerikanischer Biathlet
- Maurice Stern, US-amerikanischer Sänger (Tenor) und Bildhauer
- Maurice Reinhold von Stern (1860–1938), deutsch-baltischer Schriftsteller und Journalist
- Max Stern (Maler) (1872–1943), deutscher Maler
- Max Stern (Architekt) (1878–1942), deutscher Architekt, ermordet im Vernichtungslager Kulmhof
- Max Stern (Kunsthändler) (1904–1987), deutsch-kanadischer Kunsthistoriker, Kunsthändler und Mäzen
- Max Stern (Pokerspieler) (* 1939/1940), costa-ricanischer Pokerspieler, Arzt und Autor
- Max Stern (Komponist) (* 1947), US-amerikanischer Komponist, Kontrabassist und Dirigent
- Max M. Stern (1895–1982), deutsch-US-amerikanischer Psychoanalytiker
- Maximilian Stern (1878–1946), US-amerikanischer Urologe
- Meir Stern († 1680), deutscher Rabbiner und Kabbalist
- Menahem Stern (1925–1989), israelischer Historiker
- Michael Stern (Rechtsanwalt) (1897–1989), österreichischer Rechtsanwalt
- Michael Stern (Musiker) (* 1933), österreichischer Posaunist, Trompeter, Komponist und Hochschullehrer
- Michael Stern (Dirigent) (* 1959), US-amerikanischer Dirigent
- Mike Stern (* 1953), US-amerikanischer Gitarrist
- Monika Funke-Stern (* 1943), deutsche Filmemacherin und Autorin
- Moritz Stern (1807–1894), deutscher Mathematiker
- Moritz Mosche Stern (1864–1939), deutscher Rabbiner, Historiker, Bibliotheks- und Museumsleiter

### N
- Nathan Sally Stern (1879–1975), deutscher Ingenieur
- Nicholas Stern (* 1946), britischer Ökonom
- Nina Stern (* 1979), deutsche Schlagersängerin, Moderatorin, Schauspielerin, Texterin und Produzentin
- Norbert Stern (1881–1964), deutscher Schriftsteller

### O
- Oliver Stern (Musiker) (* 1953), deutscher Schlagersänger und Produzent
- Oliver Stern (Schauspieler) (1959–2011), österreichischer Schauspieler
- Otto Stern, Pseudonym von Louise Otto-Peters (1819–1895), deutsche  Schriftstellerin
- Otto Stern (Physiker) (1888–1969), deutsch-amerikanischer Physiker
- Otto Stern (Schauspieler) (1921–1996), Schweizer Schauspieler
- Otto Friedrich Stern (1868–1902), deutscher Physiker

### P
- Paul Stern (Generalmajor) (1844–1912), deutscher Generalmajor
- Paul Stern (Philosoph) (1869–1933/1942), deutscher Philosoph und Kunstwissenschaftler
- Paul Stern (Übersetzer) (1888–1944), deutscher Philosoph und Übersetzer
- Paul Stern (Bridgespieler) (1892–1948), österreichisch-britischer Bridgespieler, Jurist und Diplomat
- Paul Stern (Fußballspieler), deutscher Fußballspieler
- Peggy Stern (Musikerin) (* 1948), US-amerikanische Musikerin
- Peggy Stern (Produzentin) (* 1957), US-amerikanische Filmproduzentin und Regisseurin
- Peter Stern (Politiker) (1852–1929), deutscher Politiker, Bürgermeister von Viersen
- Peter Stern (Eishockeyspieler, 1962) (* 1962), deutscher Eishockeyspieler
- Peter Stern (Fußballspieler), österreichischer Fußballspieler
- Peter Stern (Eishockeyspieler, 1994) (* 1994), deutscher Eishockeyspieler
- Peter Stern von Labach, österreichischer Chronist des frühen 16. Jahrhunderts
- Peter August Stern (1907–1947), deutscher Journalist, Verleger und Widerstandskämpfer
- Phil Stern (1919–2014), US-amerikanischer Fotograf
- Philip Van Doren Stern (1900–1984), US-amerikanischer Autor und Historiker
- Philippe Stern (Kunsthistoriker) (1895–1979), französischer Kunsthistoriker
- Philippe Stern (Unternehmer) (* 1938), Schweizer Unternehmer

### R
- Ray Stern (Walter Bookbinder; 1933–2007), US-amerikanischer Wrestler
- Reinhard August Heinrich Stern (1804–1863), deutscher Altphilologe
- René Stern (* 1972), deutscher Schachspieler
- Richard Stern (Mediziner, 1865) (1865–1911), deutscher Internist, Neurologe und Hochschullehrer
- Richard Stern (Mediziner, 1878) (1878–1942), österreichischer Neurologe, Pathologe und Hochschullehrer
- Richard Stern (Unternehmer) (1899–1967), deutscher Unternehmer
- Richard Stern (Fußballspieler) (* 1986), tschechisch-österreichischer Fußballspieler
- Richard G. Stern (Richard Gustave Stern; 1928–2013), US-amerikanischer Literaturwissenschaftler und Schriftsteller
- Richard Martin Stern (1915–2001), US-amerikanischer Schriftsteller
- Robert Stern (Wirtschaftswissenschaftler) (1855–1930), österreichischer Wirtschaftswissenschaftler
- Robert Stern (Architekt, 1885) (1885–1964), deutsch-US-amerikanischer Architekt
- Robert Stern (Komponist) (1934–2018), US-amerikanischer Komponist und Musikpädagoge
- Robert Stern (Philosoph) (1962–2024), britischer Philosoph
- Robert A. M. Stern (* 1939), US-amerikanischer Architekt
- Robert L. Stern (* 1932), US-amerikanischer Geistlicher
- Roger Stern (* 1950), US-amerikanischer Schriftsteller und Comicautor
- Ronald J. Stern (* 1947), US-amerikanischer Mathematiker
- Ronja Stern (* 1997), Schweizer Badmintonspielerin
- Ronnie Stern (* 1967), kanadischer Eishockeyspieler
- Rudolf Stern (Fabrikant) († 1927), deutscher Unternehmensgründer
- Rudolf Stern (Mediziner) (1895–1962), deutscher Arzt

### S
- Sabrina Stern (* 1982), deutsche Schlagersängerin
- Sacha Stern (* 1962), britischer Rabbiner und Hochschullehrer
- Samuel Stern (1830–1915), österreichisch-ungarischer Arzt
- Selma Stern (1890–1981), deutsch-jüdische Historikerin
- Shoshannah Stern (* 1980), US-amerikanische Schauspielerin
- Siegfried Stern (1875–nach 1943), deutscher Maler, Grafiker, Schriftsteller, Hörfunkautor, siehe Fried Stern
- Siegfried Stern (Banker) (1884–1961), US-amerikanischer Bankmanager
- Sigismund Stern (1812–1867), deutscher Pädagoge und Schriftsteller
- Simon Stern (1856–1930), österreichisch-ungarischer Rabbiner, Redakteur und Schriftsteller
- Stefanie Stern (1901–1996), deutsche Fechterin
- Steven Hilliard Stern (1937–2018), kanadisch-amerikanischer Filmregisseur und Drehbuchautor
- Stewart Stern (1922–2015), US-amerikanischer Drehbuchautor

### T
- Tania Stern (1904–1995), deutsch-britische Übersetzerin
- Tanja Stern (* 1952), deutsche Schriftstellerin
- Theodor Stern (1837–1900), deutscher Bankier und Politiker
- Theodor Stern (Buchhändler) (1868–1931), deutscher Buchhändler
- Thomas Stern (* 1960), deutscher Maler und Bildhauer
- Todd Stern (* 1951), US-amerikanischer Politiker
- Tom Stern (* 1946), US-amerikanischer Kameramann
- Tom Stern (Musiker) (* 1953), österreichischer Schlagersänger

### V
- Vera Stern (1927–2015), US-amerikanische Mäzenin
- Victor Stern (1885–1958), österreichisch-tschechischer Philosoph und Politiker
- Vivien Stern, Baroness Stern (* 1941), britische Politikerin

### W
- Walter Stern (Gewerkschafter) (1924–2022), österreichischer Gewerkschafter
- Walter Stern (Skeletonpilot) (* 1972), österreichischer Skeletonpilot
- Walter H. Stern (1924–2013), US-amerikanischer Journalist und Publizist
- Werner Stern (1932–2018), deutscher Fernschachspieler
- Wilfried Stern (1939–2020), deutscher Tischlermeister, Autor und Politiker (NDPD), MdV
- Wilhelm Stern (Pädagoge) (1792–1873), deutscher Pädagoge
- Wilhelm Stern (Mediziner) (1844–1918), deutscher Mediziner und Philosoph
- Willem B. Stern (* 1938), niederländischer Geochemiker
- William Stern (Wilhelm Louis Stern; 1871–1938), deutscher Psychologe
- Wolf Stern (1897–1961), deutsch-sowjetischer Agent und Militär
- Wolfgang Stern (* 1947), österreichischer Musikpädagoge

### Y
- Yuri Stern (1949–2007), israelischer Politiker